# 根岸孝成
根岸 孝成（ねぎし たかしげ、1948年12月2日 - ）は、日本の実業家。ヤクルト本社特別相談役、ヤクルト球団代表取締役オーナー。

## 人物・経歴
東京都出身。1971年日本大学法学部卒業、ヤクルト本社入社。2000年ヤクルト中央研究所事務部長。2005年取締役東京支店長に昇格。2009年専務取締役管理本部長。2011年代表取締役社長COO。2017年から代表取締役社長及びヤクルト球団代表取締役オーナーを務めた。同年第50回食品産業功労賞受賞。